# Марк Демесмакер
Марк Віктор Марі «Марк» Демесмакер (нід. Marc Victor Marie «Mark» Demesmaeker; нар. 12 вересня 1958, Халле) — бельгійський фламандський політик, депутат Європейського парламенту з 2013.
У 1980–1989 роках працював учителем у Don-Bosco-Instituut в Халле. До 1991 року він був журналістом VRT, а потім перейшов до редакції комерційної станції VTM (до 2004 року). Він брав активну участь в Народному союзі, входив до Міської ради Галле (1982–1989). У 2004 і 2009 роках від Нового фламандського альянсу отримував мандат члена Фламандського парламенту.

## Фламандський Парламент
У 2004 році під час фламандських виборів Демесмакер балотувався як кандидат від партії Новий Фламандський Альянс у спільному списку з партією Християнські демократи і фламанці (CD & V) і був обраний 29 284 голосами. Протягом цього періоду Демесмакер активно відстоював інтереси Брюсселя та прилеглих фламандських регіонів. Зокрема, він взяв на себе провідну роль у полеміці навколо статусу Брюссель-Халле-Вілворде (BHV), де він брав безпосередню участь у створенні Фламандського виборчого округу (Halle-Vilvoorde). Протягом цього періоду, він також був залучений у створення групи швидкого реагування, яка була заснована у головній лікарні в місті Халле, що сприяло діяльності голландських екстрених служб в Південно-Західному регіоні Брюсселя.

## Місцева рада Халле
Після місцевих виборів у 2006 році, крім своїх обов'язків у фламандському парламенті, Демесмакер був також обраний заступником мера у своєму рідному місті Халле. На цій посаді відповідав за фламандську політику, культуру, туризм, зелені насадження та навколишнє середовище. На місцевих виборах 2012 року він знову був кандидатом на посаду лідера партії Новий Фламандський Альянс. Хоча Новий Фламандський Альянс є однією з найбільших партій в Халле, вона була змушена співпрацювати з опозицією.

## Членство в Європейському парламенті
Після відставки Фріди Брепоелс, яка була обрана на пост мера в Білзене, Марк Демесмакер приєднався до Європейського парламенту як депутат від
партії Новий Фламандський Альянс в лютому 2013 року. У фламандському парламенті
його замінив Піт Де Брюн. З лютого 2013 по травень 2014 року він входив
до складу групи Зелених та Європейського Вільного Альянсу (групи, яка складається з екологів і
помірних регіоналів і незалежних сторін з ліберальними поглядами).
Під час європейських виборів 2014 року, Демесмакер був переобраний істотною
більшістю в 125 000 голосів. Партія Новий Фламандський Альянс отримала
найбільшу частку голосів по всій Фландрії і завдяки цьому змогла відправити 4
депутатів до Європейського парламенту, що є найбільшою кількістю депутатів які
були направлені коли-небудь Фландрією в Європарламент. У червні партія злилася
з Європейськими Консерваторами та
Реформістами, у
складі якої Демесмаекер є главою делегації Новий Фламандський Альянс.
У Європейському
парламенті Демесмакер є повноправним членом Комітету з закордонних справ і замінює члена Комітету з навколишнього середовища, охорони здоров'я і безпеки харчових продуктів, де він безпосередньо займається проблемами біологічного різноманіття (доповідач) та циркулярною економікою (доповідач групи Європейські Консерватори та Реформісти). Він також входить до підкомісії з прав людини, де є координатором групи Європейські
Консерватори та Реформісти (ECR).

## Права людини і самовизначення
Слід зазначити, що Демесмакер є послідовним захисником загальних прав людини й основних
принципів демократичного правління і самовизначення. У Європарламенті він
прагне дати голос не тільки Фландрії, але також демократичним регіоналам і
націоналістам з Шотландії, Каталонії, Країни Басків і іншим місцям по всій
Європі.
Демесмакер підтримує прагнення до більшого самовизначення і визнання історичних мов, самобутності і культурних особливостей груп меншин і малих народів. Він давно
цікавиться подіями що відбуваються в Ірландії та з моменту свого обрання в
Європарламент тісно співпрацює з групою дружби Басків, неформальною групою депутатів Європарламенту, яка працює у напрямку
мирного врегулювання конфлікту в Країні Басків впродовж декількох років.

## Українсько-російські відносини
Як депутат Європейського парламенту Демесмакера приділяє серйозну увагу підтримці мирного врегулювання україно-російського конфлікту. На додаток до своїх обов'язків у Комітеті з закордонних справ, Демесмакер є віцепрезидентом неформальної групи «Друзі Європейської України».
Також Демесмакер був присутній у Києві під час демонстрацій на Майдані і відразу ж підтримав протести українського суспільства у зв'язку зі скасуванням президентом Януковичем підписання Угоди про асоціацію між Україною та ЄС. З того часу він активно стежить за подіями в Україні і відвідує її територію з метою спостереження за подіями та збору вірогідних даних.
З початку відкритих військових дій між Україною і підтримуваних Росією сепаратистів, Демесмакер два рази відвідав лінію фронту. Ці візити були широко представлені в міжнародних засобах масової інформації. Виступає за звільнення увязненного у Росії українського режисера Олега Сенцова. Як і очікувалось, його доповіді та непохитна підтримка українського народу не були прихильно сприйняті в Кремлі. 28 травня 2015 Марк Демесмакер був занесений до чорного списку президента Путіна як «небажана» людина на території Росії, таким чином унеможливлюючи візити Демесмакера відвідини Росії при нинішньому режимі. Через деякий час, Указом Президента України Петра Порошенка від 21 серпня 2015 року Демесмакер, за особистий внесок, який він зробив і продовжує робити для підтримки України на її шляху до реформ та євроінтеграції, був нагороджений орденом «За досягнення». Даний вклад відображує непохитну позицію Демесмакера щодо російської агресії в Україні, а також центральну роль у процесі зміцнення діалогу між Україною та Європейським Союзом.
Кавалер ордена «За заслуги» III ступеня (2015).